# Concurs Parroquial de Poesia de Cantonigròs
El Concurs Parroquial de Poesia de Cantonigròs fou un concurs de poesia celebrat a la parròquia de Sant Roc de Cantonigròs (l'Esquirol) entre 1944 i 1968. Fou el certamen literari en llengua catalana més important del país durant els primers temps del franquisme. Els promotors foren el mossèn Josep Cruells i Rodellas, Jordi Cots, Joan Triadú i Font i Jordi Parcerisas Corberó. Els premis eren simbòlics, amb diplomes lliurats fets a mà i poesies llegides al moment. Hi participaren les principals figures del país i de l'època (Carles Riba, Miquel Llor, Ramon Folch i Camarasa, Miquel Martí i Pol, l'abat Escarré), convertint-lo en el principal focus de resistència cultural, raó per la qual fou vigilat per la policia franquista malgrat la protecció eclesiàstica, i fins i tot el 1957 Joan Triadú fou interrogat. Des del 1963 també va impulsar el Premi Cavall Fort. El 1968 fou substituït per les Festes Populars de Cultura Pompeu Fabra, que es feien cada any a una ciutat diferent de Catalunya.

## Guanyadors
- 1944: Ermengol Passola i Badia
- 1945: Jaume Mas i Arenas
- 1946: Jaume Mas i Arenas
- 1947: Maria Àngels Anglada i d'Abadal i Jaume Mas i Arenas
- 1948: Maria Àngels Anglada i d'Abadal
- 1951: Carles Riba
- 1952: Rosa Leveroni
- 1953: Josep Vicenç Foix i Maurici Serrahima i Bofill
- 1954: Ramon Folch i Camarasa, Clementina Arderiu i Josep Maria Andreu
- 1955: Ramon Folch i Camarasa, Tomàs Garcés, Joan Oliver, Marià Villangómez i Llobet, Miquel Martí Pol, Ermengol Passola i Josep Maria Andreu
- 1956: Ramon Folch i Camarasa, Marià Manent, Blai Bonet, Ermengol Passola i Josep Maria Andreu
- 1957: Carles Riba, Miquel Martí Pol, Ramon Folch i Camarasa, Pere Ribot, Miquel Dolç i Dolç, Isidre Molas, Anton Sala-Cornadó, Joan Cortés i Josep Maria Andreu
- 1958: Carles Riba, Ramon Folch i Camarasa
- 1959: Ramon Folch i Camarasa, Manuel de Pedrolo, Estanislau Torres i Joaquim Carbó